# Nieder-Stoll
Nieder-Stoll ist ein Stadtteil von Schlitz im mittelhessischen Vogelsbergkreis.

## Geografie
Der Ort liegt südwestlich von Schlitz. Durch das Dorf verläuft die Landesstraße 3141 von Ützhausen nach Bernshausen.

## Ortsgeschichte

### Mittelalter
Die älteste erhaltene Nennung des Dorfes stammt aus dem Jahre 1324 mit dem Ortsnamen diettenstüell.
1480 finden sich in einem Zinsregister der Herren von Schlitz, genannt Görtz, u. a. Zinsregister für Ützhausen und Nieder-Stoll, das hier „Ditter Stube“ genannt wird. „Niederstolnn“ und „Niedernnstolnn“ sind Schreibweisen des Ortsnamens in Akten aus dem Jahre 1613. Der Ortsname wird in der Namensforschung als „Siedlung am unteren Stollen“ gedeutet.

### Neuzeit
Im Jahre 1680 wurde die Fachwerkkirche erbaut.
Nieder-Stoll gehörte zur Herrschaft Schlitz. Hier galten die Schlitzer Verordnungen aus dem 18. Jahrhundert zusammen mit Teilen des Fuldischen Rechts als Partikularrecht. Das Gemeine Recht galt nur, soweit diese speziellen Regelungen für einen Sachverhalt keine Bestimmungen enthielten. Dieses Sonderrecht behielt seine Geltung auch während der Zugehörigkeit zum Großherzogtum Hessen im 19. Jahrhundert. In der gerichtlichen Praxis wurden die Verordnungen aber nur noch selten angewandt. Das Partikularrecht wurde zum 1. Januar 1900 von dem einheitlich im ganzen Deutschen Reich geltenden Bürgerlichen Gesetzbuch abgelöst.
Von 1848 bis 1855 wirkte hier als Dorflehrer Heinrich Konrad Schneider (1828–1898), später Agrarwissenschaftler, sowie Gründer und Leiter der Akademie für Bierbrauer und Landwirte in Worms.
Am 31. Dezember 1971 wurde Nieder-Stoll im Zuge der Gebietsreform in Hessen in die Stadt Schlitz eingegliedert.

## Politik
Ortsvorsteher ist Christian Kübel (Stand Mai 2021).

## Kultur
Für die unter Denkmalschutz stehenden Gebäude des Ortes siehe die Liste der Kulturdenkmäler in Nieder-Stoll.
In der Ortsmitte steht das Backhaus. Dort wird jährlich das Dorf- und Bloatzfest gefeiert, wobei der Bloatz, eine Hefekuchenvariante, selbst gebacken wird. Als weiteres Jahresfest wird das Erntedankfest gefeiert.
In Nieder-Stoll gibt es ein Dorfgemeinschaftshaus, eine Grillhütte, eine von Wald umgebene Teichanlage, einen Spielplatz und einen Sportplatz.